# Parafia św. Michała Archanioła w Wiązownicy-Kolonii
Parafia św. Michała Archanioła w Wiązownicy-Kolonii – parafia rzymskokatolicka znajdująca się w Wiązownicy-Kolonii i należąca do diecezji sandomierskiej w dekanacie Koprzywnica.
Do parafii należą: Bukowa, Czajków Południowy, Czajków Północny, Łukawica, Wiązownica Duża, Wiązownica-Kolonia, Wiązownica Mała.

## Obiekty sakralne
- Kościół św. Michała Archanioła w Wiązownicy-Kolonii
- Kościół filialny pw. bł. ks. prałata Antoniego Rewery w Czajkowie Północnym
- Kaplica św. Urszuli Ledóchowskiej w Smerdynie